# Култура Киргистана
Култура Киргистана има широку мјешавину етничких група и култура, при чему су Киргизи већинска група. Уопштено се сматра да постоји 40 киргиских кланова, које симболизује жуто сунце са 40 зрака у центру заставе. Црвене линије унутар сунца визуелизују круну јурте, традиционалног становања номадских фармера, некада главне популације централноазијске области. Доминантна религија Киргистана је сунитски ислам (91%). Руско становништво је руско православно.

## Номадизам
Важан аспект историје Киргиза који доминира њеном културом је номадизам: Киргизи су историјски били народ номадских сточара, који су живјели у шаторима званим јурте и проводили љето на пашњацима званим јаилоо. Ови елементи пејзажа су недавно опорављени од совјетизације и трансформисани у туристичке вриједности.

## Традиционална кућа
Киргизи су од почетка сматрани номадима. За своја путовања користили су преносиве куће, зване јурте, кружног облика у плану, и облика „сличног“ на врху; На врху, у средини, има кружни отвор за излаз дима, улаз свјетлости и вентилацију. Ове куће су се користиле на планинама или на ливадама, превозили су се коњима.

## Народна ношња
За жене, гардеробу карактеришу дугачке, слојевите хаљине, са дугим раширеним рукавима и високим шеширима. Мушкарци носе бијели шешир са црним везеним дезенима.

## Језици Киргистана
Киргишки језик је најраспрострањенији језик у Киргистану. Такође је службени језик Киргиске Републике. Припада турским језицима, писање се заснива на ћириличном писму.
Киргистан је једина бивша совјетска централноазијска република која је почела са два службена језика, у овом случају руским и киргишким. Успостављена је агресивна пост-совјетска кампања како би овај други језик постао службени национални језик у свим комерцијалним и државним употребама до 1997. године; Руски се још увек у великој мјери користи, а не-киргиско становништво, већином не говори киргиски, непријатељски је према насилној киргизификацији.
Киргистан има високу стопу писмености (99%) и снажну традицију образовања свих грађана. Међутим, њен амбициозни програм реструктурирања совјетског образовног система ометају недовољна средства. Похађање школе је обавезно до деветог разреда. Киргишки се све више користи за наставу; прелазак са руског на киргишки био је отежан недостатком уџбеника. Остаје да се види да ли ће руски и даље бити други језик по избору или ће га енглески заменити као лингва франка.

## Демографија
Године 1992., становништво Киргизије је процјењено на 53% етничких Киргиза, 22% Руса, 14,5% Узбека, 1,9% Татара, 0,5% Украјинаца, популацију кинеских муслимана познатих као Дунган (1%) и малу заједницу Њемаца. Од неког потенцијалног политичког значаја су Ујгури. Та група је бројала само око 36.000 у Киргистану, али је око 185.000 живјело у сусједном Казахстану. Ујгури су такође већинско становништво у кинеској аутономној области Синђанг Ујгур, чија популација има око 24 милиона, која се налази сјевероисточно од Киргистана.
У 2010. години, становништво Киргистана је процјењено на пет милиона људи, које чине 65% Киргизи, 14% Узбеци, 13% Руси, а остатак чине мањине.

## Религија
Преовлађујућа религија Киргистана је сунизам (91%) и придржава се ханефијске школе мишљења. Руско становништво припада Руској православној цркви. Главне хришћанске цркве су Руска православна и Украјинска православна црква.
Током совјетске ере промовисан је државни атеизам. Данас је, међутим, Киргистан секуларна држава иако ислам има све већи утицај у политици. На примјер, било је неколико покушаја да се полигамија декриминализује, као и да званичници путују на хаџ (ходочашће у Меку) као под порезом изузети аранжман.

## Празници
Источник:
| Датум                                               | Назив                             | Назвив на киргизском језику           | Напомена              |
| --------------------------------------------------- | --------------------------------- | ------------------------------------- | --------------------- |
| 1. јануар                                           | Нова година                       | Жаңы жыл                              | ~                     |
| 7. јануар                                           | Божић                             | Иса пайгамбардын туулган күнү         | По календарю РПЦ      |
| 23. фебруар                                         | Дан браниоца отаџбине             | Ата-Журтту коргоочунун күнү           | ~                     |
| 8. март                                             | Међународни дан жена              | Эл аралык аялдар күнү                 | ~                     |
| 21. март                                            | Норвруз                           | Нооруз                                | Прољећна равнодневица |
| 1 мај                                               | Међународни празник рада          | 1-май күнү                            | ~                     |
| 5, мај                                              | Дан Устава                        | Конституция күнү                      | ~                     |
| 9. мај                                              | Дан побједе                       | Жеңиш күнү                            | ~                     |
| 31. август                                          | Дан независности                  | Эгемендүүлүк күнү                     | ~                     |
| Датум празника се одређује према лунарном календару | Празник кршења поста              | Орозо айт                             |                       |
| Датум празника се одређује према лунарном календару | Курбан-бајрам                     | Курман айт                            |                       |
| 7-8. новембар                                       | Дани историје и сјећања на претке | Тарыхы жана ата-бабалар мурасы күндөр |                       |

## Музика
Традиционалну киргистанску музику карактерише употреба широких и оштрих нота, са истакнутим руским елементима.
Народна музика
Музичка ујметност Киргистана потиче из културе древних средњоазијских племена, која су до почетка 16. вијека  формирана у киргистанску нацију. Најпопуларнији музички инструмент је комуз са три жице, направљен је од дрвета и свира се прстима, без гудала. Његов звук је сличан звуку гитаре. Популарни су двожични кијак и јеврејска харфа од трске - темир уз комуз, у неким земљама позната и као харфа на уста и дрвена - жигач уз комуз.

## Умјетност у Киргистану

### Књижевност
Киргишка књижевност се развијала и ширила током много вијекова, иако, због номадског начина живота киргиског народа, није увек имала писани облик. Раније већина становништва није била учена да чита и пише, а пјесници (звали су их акини) путовали су из једног села у друго, дјелећи своју креативност са људима.
Еп о Манасу је усмено пренесена епска пјесма коју је испричао манаскис, а име је истоименог епског јунака. Пјесма, са близу пола милиона стихова, двадесет пута је дужа од Хомерове Одисеје и један је од најдужих епова на свијету. То је родољубиво дјело које приповједа о подвизима Манаса и његових потомака и сљедбеника, који су се, по предању, у 9. вијеку борили против Кинеза и Калмика за очување независности Киргизије.
Чингиз Ајтматов се често назива националним писцем Киргизије. Кенеш Јусупов и Касимали Јантошев су такође истакнути киргиски писци. Јантошевов роман Канибек сматра се једним од најпопуларнијих романа у Киргистану.

### Позориште и циркус
Позоришта и умјетничке школе су веома цијењене и цвјетају у Киргистану. Ученици се уче плесу, глуми, музици, режији; Редовно се одржавају разне представе. Киргиско државно позориште опере и балета названо по Абдиласу Малдибајеву – основано је 1926. године као образовно позориште. Почетак професионалне позоришне умјетности Киргистана сматра се 1926. године, када је основан први музичко-драмски студио у граду Фрунзе (данас Бишкек). Садашња зграда позоришта изграђена је 1955. године, гдје се и данас редовно одржавају представе. На основу овог студија 7. новембра 1930. године основано је Киргиско државно позориште, којим су се углавном бавили представници круга умјетника. Киргиско музичко-драмско позориште је 17. августа 1942. године реорганизовано у Киргиско државно позориште опере и балета.
Ош академско музичко драмско позориште названо по Бабиру је најстарије позориште у Киргистану. Основано 1914. године, позориште је поставило многе позоришне и музичке представе на узбечком језику и подржава развој позоришта и музике у региону.
Киргишка државна филхармонија названа по Т. Сатигиланову - на тргу испред Филхармоније налази се статуа сове Манаса, око ње су бисте познатих приповедача и пјесника, који представљају богату музичку историју Киргистана. Сама филхармонија је добила име у част једног од најпознатијих музичара и пјесника Киргизије, Токтагула Сатиљанова. Овдје можете уживати у наступу најбољих киргиских и страних музичара.
Наринско регионално академско позориште по имену М. Рискулов - 1935. године створена су мала позоришта колективних фарми и државних фарми, која су постала основа за стварање регионалног позоришта. Године 1939., послије деценије киргишке књижевности и умјетности, у Москви су уједињена позоришта Жумгалског и Наринског округа и основано Наринско регионално драмско позориште. Године 2008. добио је статус "академског позоришта".
Киргиско национално академско драмско позориште названо по Т. Абдимоминову - 2. новембар 1926. године сматра се почетком позоришта. Од тада, Киргиско драмско позориште је поставило око 500 представа по дјелима свјетских драмских писаца и киргишких националних аутора.
Киргиски државни циркус је једна од многих атракција у Бишкеку. Саградили су је 1976. године познати архитекти Л. Сегал, Б. Шарден, А. Нежурин и изграђен је по пројекту Д. Леонтовича. Установа је отворена иницијативом и средствима локалне власти. Киргиски умјетници су први наступ у новој згради имали 1978. године. Тренутно циркус активно приказује наступе, понекад уз учешће свјетских звезда.
Б. Киргиско државно омладинско позориште Кидикејева основано је крајем 20-их година прошлог вијека. У овом позоришту, са 14 година, први пут је звијезда киргишке националне естраде и кинематографије 20. вијека Бакен Кидикејева одиграла улогу Лауренсије у драми Лопеа де Веге и постала позната.

### Кинематографија
Рођендан киргиске кинематографије сматра се 17. новембар 1941. године, када је потписан декрет о стварању Фрунзе филмског студија, касније преименованог у студио Киргизфилм Први киргиски филм у боји снимљен је 1955. године и звао се „Салтанат“/
Признати мајстори киргишке филмске класике су глумци Муратбек Рискулов, Болот Беишеналијев, Татибу Турсунбајева, Сујменкул Чокморов, Журахон Рахмонов, редитељи Толомуш Окејев, Генадиј Базаров, Болот Шамшијев и Алгимантис. Захваљујући делима кинематографских мајстора, седамдесетих година прошлог вијека настало је „киргишко чудо“., Геннадий Базаров, Болот Шамшиев и Альгимантис Видугирис. Благодаря произведениям мастеров кинематографа в 1970-е годы возникло «киргизское чудо».
Фонд за развој биоскопа, заједно са филмским студијом Киргизфилм по имену Т. Окејев, саставио је филмску колекцију „Киргиско чудо“ са десет филмова:
- «Зной» (1962), режисер Лариса Шепитько
- «Трудная переправа» (1964), режисер Мелис Убукеев
- «Первый учитель» (1965), режисер Андрей Кончаловский
- «Небо нашего детства» (1966), режисер Толомуш Окејев
- «Материнское поле» (1967), режисер Геннадий Базаров
- «Выстрел на перевале Караш» (1968), режисер Болот Шамшиев
- «Засада» (1969), режисер Геннадий Базаров
- «Улица» (1972), режисер Геннадий Базаров
- «Белый пароход» (1975), режисер Болот Шамшиев
- «Красное яблоко» (1975), режисер Толомуш Океев
- «Мужчины без женщин» (1981), режисер Альгимантас Видугирис

## Спорт
- Киргистан на Олимпијским играма
  - Киргистан на Летњим олимпијским играма
  - Киргистан на Зимским олимпијским играма
- Светске игре номада
- Национални параолимпијски комитет Републике Киргизије

## Умјетност киргиских тепиха од филца
Традиционално произведени филцани теписи су једна од најистакнутијих умјетности киргиског народа и саставни дио њиховог културног наслеђа. Првобитно направљена од стране номадских земљорадничких племена да би се користила као грађевински материјал и декорација њихових покретних станова, јурте, Киргистанке и даље производе широк спектар текстила, углавном од вуне локалних оваца. Древни узорци су данас прилагођени туристичком и извозном тржишту, али то је и даље жива традиција, јер већина кућа садржи ручно рађене ћилиме или филцане ћилиме, а најпознатији су Ала-кијиз и Ширдак стил производње, који такође именује ћилиме. Јастуци од филцаног ширдака се обично праве у паровима сјенки, они се могу видјети на свакој столици, прекривајући сједиште. Данас се филцани теписи израђују ручно у двије провинције Киргизије: Нарин и Исик-кул.
Туш кијиз су велике, детаљно извезене зидне завјесе, традиционално направљене у Киргистану и Казахстану, од стране старијих жена у знак сјећања на брак сина или ћерке.
Калпаци су киргиски национални шешир, такође скоро увјек направљен од филца.
Боје и дизајни су одабрани да симболизују киргистанску традицију и сеоски живот. Цвијеће, биљке, животиње, стилизовани рогови, национални дизајн и амблеми киргиског живота често се налазе у овим китњастим и шареним везовима. Дизајни су понекад датирани и потписани од стране умјетника по завршетку рада, за који могу потрајати године. ТТуш кијиз је окачен у јурти, изнад брачне постеље пара, и симболизује њихов понос на њихову киргиску традицију.

## Кухиња
Киргистанска кухиња одражава више од 80 етничких група и националности које чине ово друштво, као и његову древну историју номадских сточара.
Кухиња Киргистана је по много чему слична оној њених сусједа. Традиционална киргишка храна се врти око овчећег и коњског меса, као и разних млијечних производа. Оброци су припремљени са мало зачина и тјестенина од хљеба или пшеничног брашна; међутим, пиринач, у облику плова, такође је нашао своје мјесто. Технике кувања и главни састојци били су под јаким утицајем номадског начина живота нације. Дакле, већина техника кувања доприноси дугорочном очувању хране. Овчетина (јагњетина) је омиљено месо, иако многи Киргизи не могу да га приуште редовно.
Киргистан је дом многих различитих националности и њихових различитих кухиња. У већим градовима, као што су Бишкек, Ош, Џалалабад и Каракол, могу се наћи разне националне и интернационалне кухиње. На путу и у селима, кухиња обично буду стандардна киргистанска јела, обилно зачињена уљем или овчијом лојем, која локално становништво сматра и укусном и здравом.
Најпознатија јела киргишке културе су: пилав (пиринач са јагњетином или говедином), биш пармак (тјестенина са коњским месом) или манти (месо умотано у тијесто) Пилав (палу) је национално јело у Киргистану. Зелени чај се сматра националним пићем.
Већина традиционалних јела се једе рукама, иако неки тренутно користе прибор за јело.

## Традиција
Незаконита, али и даље практикована, је традиција киднаповања невјесте. У почетку, у земљи у којој су уговорени бракови били уобичајени, младожења је извршио споразумно киднаповање са младом којом је желио да се ожени ако није могао да плати цијену или се њена породица противила вјенчању. С друге стране, неке од ових отмица више нису споразумне, већ су стварне отмице.